# Тэдино
Тэ́дино (карел. Tiätinä) — посёлок сельского типа в Лоухском районе Республики Карелия. Административно с 2004 года входит в состав Малиновараккского сельского поселения.

## Общие сведения
Расположен на севере Карелии на восточном берегу озера Дядино, в 6 км от железнодорожной станции Полярный Круг на линии Санкт-Петербург — Мурманск, в 1,5 км от автотрассы «Кола».

## Население
| 2002 | 2009 | 2010 | 2013 |
| ---- | ---- | ---- | ---- |
| 351  | ↘305 | ↘185 | ↘162 |

## История
Слюдовараккское месторождение мусковита было известно с XVI века. Заявочные столбы, датированные 1916 годом, свидетельствовали об интересе к пегматитовым жилам, возникшем при строительстве Мурманской (ныне Октябрьской) железной дороги.

## Улицы
- ул. Гористая
- ул. Лесная
- ул. Пионерская
- ул. Полярные Зори
- ул. Приозёрная
- ул. Пряничникова
- ул. Родионова
- ул. Слюдяная
- ул. Шахтёрская
- ул. Щитовая